# Нематеријално културно наслеђе Украјине
Нематеријално културно наслеђе Украјине обухвата традиционална знања и вештине које чувају различите заједнице које живе у Украјини, а укључује фестивале, музику, представе, прославе, рукотворине и усмену традицију. Половином 2022. године Национални регистар нематеријалног културног наслеђа Украјине садржао је 26 елемената.
До 2022. године четири елемента уврштена су на Унескову листу нематеријалног културног наслеђа, а пети - јединствена култура кувања украјинског боршча, тренутно је у процесу номинације.

## Елементи нематеријалног културног наслеђа Украјине уписани на Унескову листу
| # | Елеменат                              | Година уписа | Коментар | Слика/снимак |
| - | ------------------------------------- | ------------ | --- | ------------ |
| 1 | Петрикивско сликарство                | 2013         | Ово је традиционални украјински декоративни сликарски стил, пореклом из села Петрикивка (Дњепропетровска област), где се традиционално користи за украшавање фасада, као и свакодневних предмета за домаћинство. |              |
| 2 | Козачке песме Дњепропетровске области | 2016         | Ове песме певају потомци Козака у заједницама региону. Говоре о трагедији рата и козачким јунацима. Текстови ових песама одржавају духовне везе са прошлошћу.                                                    |              |
| 3 | Косивска осликана керамика            | 2019         | Јединствена сликана керамика из Косивског реона у Ивано-Франковској области. Настала је у 18., а свој процват доживела средином 19. века.                                                                        |              |
| 4 | Орнек                                 | 2021         | Орнек је орнаментални дизајн карактеристичан за кримскотатарску заједницу. Користи се за вез, ткање, грнчарију, гравирање, накит, дрворезбарство, стакло и зидно сликарство и др.                                |              |
|   |                                       |              | |              |

## Чека упис у УНЕСЦО
| # | Елеменат         | Година уписана | Коментар | Слика/снимак |
| - | ---------------- | -------------- | --- | ------------ |
| 5 | Украјински боршч | нерешен        | Украјински боршч - препознатљива супа од цвекле, 2022. године је номинована за признање од стране Унеска за своје место као посебна кулинарска пракса у Украјини. |              |